# 四行儲蓄會大樓 (上海)
四行儲蓄會大樓，後改名聯合大樓，是上海市的一座歷史建築，位於黃浦區四川中路261號。四行儲蓄會是大陸、中南、金城、鹽業四家銀行設立的組織。1947年，四行儲蓄會改組成為聯合商業儲蓄信託銀行，建築也因此更名為聯合大樓。這座建築自1926年開始修建，1928年竣工，佔地面積607平方米，總樓面面積5441平方米。大樓地上有9層，地下有1層，高50米。該建築由邬达克設計，是他初期的作品之一，外觀屬於折衷主義風格。上海解放之後，該建築曾經由上海市化工輕工供應公司等單位使用，後被廣東發展銀行使用。現在該建築由上海銀行浦西分行使用。1994年，四行儲蓄會大樓被列入上海市第二批優秀歷史建築名單。